# Matkapocs
A Matkapocs egy, az 1990-es évek elején létrehozott egyesület, mely célul tűzte ki a matematikatanárok és didaktikai szakemberek elsősorban interneten (esetleg egyéb digitális utakon) való kapcsolattartásának segítését. A Matkapocs egyben egy e cél megvalósítására irányuló internetes levelezőlista is.

## A Matkapocs Egyesület
A MAT-KAPOCS egyesületet, melyet a Bolyai János Matematikai Társulat és az ELTE TTK is támogatott (utóbbi elsősorban az ELTE Matematikamódszertani Kutatócsoporton (MSzKCs-n) keresztül), a kilencvenes évek elején jegyezték be. Az egyesület elnöke ezekben az időkben Vancsó Ödön, az ELTE TTK MSzKCs adjunktusa volt.

„Én magam is kezdettől fogva arra gondoltam, hogy mindenféle tanárok, sőt általában mindenféle emberek közötti kommunikációra jó lenne. Az én szakmám a matematika, ezért nem földrajz tanároknak szerveztem, de nagyon örülnék neki, hogyha minél több tanár fogná fel az ebben rejlő lehetőségeket, bölcsészek is le mernének ülni a gép mellé, mert nem sok minden kell hozzá. Én is hülye voltam hozzá 2 évvel ezelőtt, és most már tudom használni.”

– Vancsó Ödön

Az egyesület céljai a következőképp foglalhatóak össze:
Konkrét célok:
- A szabad információáramlás segítése, az akkori intézmények információ- és nyilvánosságmonopóliumának megtörése, alternatívának lenni az oktatás demokratizálódása terén;
- információs fórumot és piacot nyitni a magyar matematikadidaktika számára, hogy az ezzel kapcsolatos információk szabadon és gyorsan megoszthatóak legyenek; a kutatók, tanárok ötleteiket – sőt mi több, termékeiket, például matematikai szoftvereket megoszthassák;
- lehetőséget adni a magyar matematikadidaktika bármilyen (akár elektronikus, akár hagyományos) oktatócsomagokat fejlesztő kutató(csoport)ja számára, hogy termékeiket bemutassák és teszteljék, ahol "az egyes produktumok nagy nyilvánosság előtt méretnek meg, s ahol senki sincs hatalmi helyzetben, sem intézmények, sem emberek";

Mindezzel – általánosabb célok:
- hozzájárulni a matematikaoktatás sokszínűbbé tételéhez;
- a számítógép és a matematika kapcsolatának tisztázása, kutatása; általában a számítógépes kultúra terjesztése;

Az egyesület szervezői külön munkacsoportokat terveztek létrehozni:
- oktatócsomagok és szoftverek kidolgozására és terjesztésére; kísérleti munkacsoport(ok);
- figyelő-tájékoztató csoportok, melyek a nemzetközi matematikadidaktikában történt változások monitoringozását és feldolgozását végeznék
- fordító- és lektorcsoportok, melyek (például az előzőek munkája alapján) a nemzetközi anyagok fordítását, magyarítását végeznék
- pályázatfigyelő csoportok, melyek a magyar és nemzetközi oktatási tárgyú pályázatokról való tájékoztatást végeznék;
- intézményközi kapcsolatokért felelős csoportok, melyek az intézmények munkájának internetes koordinációját segítenék

## A Matkapocs lista
Az elmúlt évekre vonatkozólag megállapítható, hogy a fenti célokat az egyesület – valószínűleg a számítógépes-internetes kultúra lassú Magyarországi terjedése és a kezdeményezés "korai", úttörő volta miatt – csak részben valósultak meg.
A Mat-kapocs megvalósítási formája a korai években egy ún. BBS volt.
Később a szerver (pontosabban, a rajta lévő anyag) többször költözött át. Jelenleg a Sulinet oldalain található, e-mail alapú levelezőlista formájában.